# Outlander (3.ª temporada)
A terceira temporada da série de televisão britânica-americana Outlander, estreou em 10 de setembro de 2017 no canal Starz. Em 1 de junho de 2016, a Starz renovou a série para a terceira e quarta temporada encomendando a produção de treze episódios para ambas as temporadas. As filmagens da temporada ocorreram na Escócia e África do Sul.
Esta temporada é baseada no enredo do livro Voyager (1993), terceiro romance da série literária de Diana Gabaldon. A protagonista Claire, de volta ao século XX, tenta seguir em frente na vida após ter voltado grávida de Jamie do passado. Seu primeiro marido Frank, está desesperado para se reconciliar com ela e decide adotar o bebê de Claire. Claire passa os anos seguintes em um casamento infeliz e quando surge uma chance de Jamie ter sobrevivido a Batalha de Culloden, ela cogita o desejo de voltar ao passado e reencontrar seu amado.
A terceira temporada tem uma pontuação no Metacritic de 87 em 100, com base em 6 avaliações, indicando "aclamação universal".  O Rotten Tomatoes reporta uma classificação de 93% com uma classificação média de 7,95/10 com base em 15 avaliações. O consenso do site diz: "A épica história de amor de Outlander retorna com a mesma narrativa forte e uma camada adicional de maturidade". Com base em seis episódios para revisão, Liz Shannon Miller, da IndieWire, fez uma revisão no nível "A" e escreveu , "Este é um programa que cresceu e amadureceu desde a estreia inicial de maneiras que desafiaram nossas expectativas iniciais".

## Elenco

### Elenco principal
- Caitriona Balfe como Claire Randall/Fraser
- Sam Heughan como James "Jamie" Fraser
- César Domboy como Claudel "Fergus" Fraser
- Lauren Lyle como Marsali MacKimmie
- John Bell como Jovem Ian Murray
- David Berry como Lorde John William Grey
- Laura Donnelly como Jenny Fraser Murray
- Steven Cree como Ian Murray
- Tobias Menzies como Frank Randall / Jonathan "Black Jack" Randall
- Sophie Skelton como Brianna "Bree" Randall
- Richard Rankin como Roger Wakefield
- Duncan Lacroix como Murtagh Fraser
- Lotte Verbeek como  Geillis Duncan
- Nell Hudson como Laoghaire MacKenzie
- Bill Paterson como Ned Gowan
- Andrew Gower como Charles Stuart
- Grant O'Rourke como Rupert MacKenzie

### Elenco de recorrente
- Keith Fleming como Lesley
- James Allenby-Kirk como Hayes
- Gary Young como Sr. Willoughby
- Wil Johnson como Joe Abernathy
- Charlie Hiett como Capitão Leonard
- Mark Hadfield como Archibald Campbell
- Alison Pargeter como Margaret Campbell
- Sam Hoare como Harold Grey
- Cyrielle Debreuil como Madame Jeanne
- Paul Brightwell como Sir Percival Turner
- Ian Reddington como Harry Tompkins
- Richard Dillane como Capitão Raines
- Albie Marber como Elias Pound
- Nigel Betts como Aloysius Murphy

### Convidados
- Romann Berrux como Fergus
- Iona Claire como Fiona Graham
- Emma Campbell-Jones como Mary MacNab
- Hannah James como Lady Geneva Dunsany
- Tanya Reynolds como Lady Isobel Dunsany
- Rupert Vansittart como Lorde William Dunsany
- Beth Goddard como Lady Louisa Dunsany
- James Cameron Stewart como Lorde Ellesmere
- Clark Butler como Willie
- Layla Burns como Joan
- Conor McCarry como Jamie (criança)
- Cora Tsang como Janet Murray
- Robert Cavanah como Jared Fraser
- Chanelle De Jager como Annekje Johansen
- Nick Fletcher como Padre Fogden
- Vivi Lepori como Mamacita
- Thapelo J Sebogodi como Temeraire

## Produção
A produção da temporada começou em setembro de 2016 na Escócia e as filmagens ocorreram na Cidade do Cabo de março a junho de 2017. As filmagens foram concluídas em 16 de junho de 2017. Em agosto de 2016, a Starz anunciou que David Berry havia sido escolhido como Lorde John William Gray para a terceira temporada. Em setembro, Wil Johnson foi escalado como Joe Abernathy e John Bell como "Jovem Ian" Fraser Murray. Em outubro, César Domboy foi escalado para a versão adulta de Fergus, e Lauren Lyle como filha de Laoghaire, Marsali MacKimmie. Hannah James e Tanya Reynolds foram escaladas como irmãs Geneva e Isobel Dunsany em novembro de 2016.

## Episódios
| N.º na série | N.º na temp. | Título                                            | Dirigido por         | Escrito por                       | Exibição original      | Audiência (milhões) |
| --- | ------------ | ------------------------------------------------- | -------------------- | --------------------------------- | ---------------------- | ------------------- |
| 30 | 1            | "The Battle Joined" "(A Batalha Travada)" (BR)    | Brendan Maher        | Ronald D. Moore                   | 10 de setembro de 2017 | 1.49                |
| Depois de deixar Claire em Craigh Na Dun, Jamie luta na Batalha de Culloden. Quando a batalha termina, Rupert o encontra entre vários cadáveres, incluindo o de Jonathan Randall (morto por Jamie). Os sobreviventes escoceses refugiam-se em uma fazenda, mas são encontrados pelos Readcoats que têm ordens para matar todos os jacobitas que encontrarem. Embora Jamie queira morrer, contra todas as probabilidades, ele sobrevive. Lorde Melton, que lidera o grupo, o reconhece e paga uma dívida de honra, em nome de seu irmão, o esconde e o envia para Lallybroch. No futuro, Claire retoma seu casamento com Frank, que aceita o bebê como seu. Eles se mudam para Boston para que Claire esqueça tudo o que aconteceu, embora ela ache difícil e eles tem várias discussões. Após o nascimento da filha, eles decidem se dar outra chance como casal.                                                                      |              |                                                   |                      |                                   |                        |                     |
| 31 | 2            | "Surrender" "(Renda-se)" (BR)                     | Jennifer Getzinger   | Anne Kenney                       | 17 de setembro de 2017 | 1.40                |
| Claire passa seus dias como mãe e dona de casa, seu relacionamento com Frank não melhorou, ela é incapaz de esquecer Jamie. Quando a faculdade de medicina começa a aceitar mulheres, Claire se matricula. Seis anos se passaram em Lalybroch e, embora Jamie permaneça na propriedade, ele mora em uma caverna para não ser encontrado pelos ingleses. Os Readcoats visitam constantemente o local em sua busca, como resultado de suas visitas, Jenny deve fingir a morte de seu bebê e Fergus perde a mão. Após esses fatos, Jamie pede a Jenny para entregá-lo para que os soldados deixem sua família em paz. |              |                                                   |                      |                                   |                        |                     |
| 32 | 3            | "All Debts Paid" "(Todas as Dívidas Pagas)" (BR)  | Brendan Maher        | Matthew B. Roberts                | 24 de setembro de 2017 | 1.55                |
| Na prisão de Ardsmuir, Jamie e Murtagh estão cumprindo sentenças. Jamie é o líder dos prisioneiros e tem um bom relacionamento com o diretor, mas ele deixa a prisão e lorde John Gray toma seu lugar. Eventualmente eles formam uma amizade, quando a prisão é fechada e seus prisioneiros são deportados para as colônias, Lord John consegue que Jamie fique. Claire e Frank aparentemente têm um bom casamento, mas em privacidade eles levam vidas separadas. Claire leva uma vida agitada com sua carreira para se tornar uma cirurgiã e Frank passa mais tempo com Brianna, tornando-os muito próximos. No dia em que Claire se forma, ela encontra por engano a amante do marido. Quando Brianna atinge a maioridade, eles decidem se separar, mas logo depois Frank sofre um acidente e morre. |              |                                                   |                      |                                   |                        |                     |
| 33 | 4            | "Of Lost Things" "(Das Coisas Perdidas)" (BR)     | Brendan Maher        | Toni Graphia                      | 1 de outubro de 2017   | 1.59                |
| Jamie começa a trabalhar como cavalariço para a família Dunsany, por recomendação de Lorde John Gray. Geneva, a filha mais velha, fica apaixonada por Jamie e chantageia-o para dormir com ela antes de se casar com o conde de Ellesmere. Nove meses depois, Genebra dá à luz e morre no parto. O conde de Ellesmere sabe que o garoto é um bastardo e tenta matá-lo, Jamie age a tempo e salva a vida de seu filho. Os anos passam e William é a sombra de seu pai, mas quanto mais ele cresce, mais ele se parece com Jamie e logo fofocas aparecem, então Jamie vai embora e deixa o menino para trás. Em 1968, após o desaparecimento de Geillis, Claire, Brianna e Roger procuram registros de Jamie, mas Claire perde a esperança e retorna com a filha para América. |              |                                                   |                      |                                   |                        |                     |
| 34 | 5            | "Freedom & Whisky" "(Liberdade & Uísque)" (BR)    | Brendan Maher        | Toni Graphia                      | 8 de outubro de 2017   | 1.60                |
| Claire e Briana abandonam a busca e retornam a Boston. Na véspera de Natal, Roger os surpreende com sua visita. Ele traz consigo um boletim de 1765, com um poema que não havia sido publicado até então, tudo parece indicar que o poema é de Jamie. Claire planeja voltar ao passado, mas as dúvidas a assaltam, vinte anos se passaram e ela envelheceu. Brianna a encoraja a voltar, deixando claro que ela ficará bem. |              |                                                   |                      |                                   |                        |                     |
| 35 | 6            | "A. Malcolm" "(A. Malcolm)" (BR)                  | Norma Bailey         | Matthew B. Roberts                | 22 de outubro de 2017  | 1.72                |
| Claire e Jamie se reúnem novamente no passado. Ela compartilha fotos de Brianna, e ele conta a Claire sobre seu filho Willie. Ela também descobre que Jamie imprime material subversivo, contrabandeia vinhos e bebidas espirituosas e vive em um bordel. Claire se reúne com Fergus agora adulto e fica encantada por conhecer o jovem Ian, depois se familiariza com algumas das prostitutas do estabelecimento de Madame Jeanne. Enquanto Jamie está em uma missão comercial, Claire se vê em perigo por causa de um intruso que vasculha coisas de Jamie em seu quarto. Claire revida, resultando em uma "catástrofe" repentina. |              |                                                   |                      |                                   |                        |                     |
| 36 | 7            | "Crème de Menthe" "(Crème de Menthe)" (BR)        | Norma Bailey         | Karen Campbell                    | 29 de outubro de 2017  | 1.52                |
| Esquivando-se de uma lâmina, o atacante de Claire tropeça e cai, sofrendo um ferimento crítico na cabeça. Recusando-se a deixá-lo morrer, Claire insiste em uma tentativa de trepanação, mas é incapaz de salvar sua vida. Ian chega desesperadamente procurando por seu filho, o jovem Ian. Jamie alega que não viu o garoto, embora o jovem Ian esteja trabalhando clandestinamente para ele contrabandeando álcool. Interrompido em sua primeira relação sexual com uma moça, o jovem Ian é confrontado por um intruso na gráfica, que descobre os panfletos traidores de Jamie. No meio do tumulto, a loja logo é consumida pelo fogo, mas Jamie salva o garoto. |              |                                                   |                      |                                   |                        |                     |
| 37 | 8            | "First Wife" "(Primeira Esposa)" (BR)             | Jennifer Getzinger   | Joy Blake                         | 5 de novembro de 2017  | 1.64                |
| Jamie leva Claire e o jovem Ian para casa em Lallybroch. Claire descobre que Jamie se casou com Laoghaire duas vezes viúva, que acidentalmente atira nele durante um confronto, por não aceitar que ele tenha voltado com Claire. Jamie se recupera graças à penicilina que Claire trouxe. Ned Gowan negocia um acordo com Laoghaire, e Jamie decide recuperar o tesouro em Silky Isle para pagar fiança a suas duas filhas adotivas. O jovem Ian nada para a ilha no lugar de Jamie ferido. Jamie e Claire ficam horrorizados ao ver o garoto ser arrastado a bordo de um navio pirata e levado embora depois de encontrar o tesouro. |              |                                                   |                      |                                   |                        |                     |
| 38 | 9            | "The Doldrums" "(O Mar Calmo)" (BR)               | David Moore          | Shannon Goss                      | 12 de novembro de 2017 | 1.49                |
| Claire e Jamie retornam à França, descobrem que Ian está indo para a Jamaica e o seguem no navio Artemis. Fergus entra no barco com Marsali, enteada de Jamie, eles pretendem se casar. No mar, o vento para de soprar por dias, o desespero dos marinheiros faz com que eles se revoltem e tentem matar o amigo de Jamie por superstição. Para distrair os marinheiros, Willoughby conta sua história e, quando o vento acaba, eles podem retomar sua jornada. Dias após a botoeira os interceptar, uma epidemia se espalhou em seu barco e eles pedem ajuda médica. Claire vai com eles e já estando a bordo do navio segue seu curso sem o consentimento de Claire. |              |                                                   |                      |                                   |                        |                     |
| 39 | 10           | "Heaven and Earth" "(Céu e Terra)" (BR)           | David Moore          | Luke Schelhaas                    | 19 de novembro de 2017 | 1.23                |
| Jamie fica furioso quando vê o navio que está com Claire se afastar e acaba tranco em uma cela. Com a ajuda de Fergus e Marsali, eles o liberam dias depois. Enquanto isso, Claire faz o possível para parar a epidemia com a ajuda de Elías Pound. Embora encontre a causa da doença, a epidemia não para e Elías sucumbe a ela. Claire percebe que o capitão entregará Jamie quando eles chegarem na Jamaica e decide fugir. Ela recebe ajuda da mulher que cuida das cabras do navio, quando elas chegam à terra, Claire tenta fugir, mas é descoberta. À noite, quando o barco se afasta da costa, com a ajuda da mulher das cabras, Claire pula no mar. |              |                                                   |                      |                                   |                        |                     |
| 40 | 11           | "Uncharted" "(Inexplorado)" (BR)                  | Charlotte Brandström | Karen Campbell & Shannon Goss     | 26 de novembro de 2017 | 1.40                |
| Claire nada para a ilha onde o navio parou anteriormente e segue para o interior, lutando para sobreviver no ambiente tropical hostil. O padre Fogden, um padre fugitivo que vive na ilha, a encontra e a refugia. Ele conta a Claire sobre uma caverna na Jamaica, onde as pessoas desaparecem. Alguns dias depois, o Artemis chega à ilha, precisando fazer reparos após uma tempestade, desde que seu capitão morreu. Quando o navio está prestes a zarpar, Claire atrai a atenção de Jamie da praia com um espelho. De volta à ilha, Fogden casa Fergus e Marsali, e Fergus recebe o sobrenome de Fraser por Jamie. No dia seguinte, Jamie, Claire e a tripulação partiram para a Jamaica. |              |                                                   |                      |                                   |                        |                     |
| 41 | 12           | "The Bakra" "(A Bakra)" (BR)                      | Charlotte Brandström | Luke Schelhaas                    | 3 de dezembro de 2017  | 1.51                |
| O jovem Ian chega na Jamaica é mantido refém de Geillis, conhecida por Bakra. Ela o faz beber um chá que o obriga a dizer a verdade sobre Jamie e o tesouro. Jamie e Claire chegam na ilha, e Claire entra em uma briga moral no mercado de escravos. Jamie compra o escravo, Temeraire, para acalmar a situação. Claire e Jamie vão para uma festa organizada pelo novo governador e descobrem que é John Gray. Claire se encontra com Geillis, e Geillis diz o que fez após dá à luz para escapar da fogueira que lhe aguardava. Ela oferece ajuda para encontrar o jovem Ian. No baile, Margaret Campbell profetiza que um rei jacobita reinará na Escócia novamente quando uma criança de 200 anos for morto. Fergus vê o capitão Leonard chegar e avisa Jamie, que foge. O escravo Temeraire diz a Claire e Jamie que Geillis capturou o jovem Ian. No caminho para a vila onde Geillis mora, Jamie é preso pelo capitão Leonard. |              |                                                   |                      |                                   |                        |                     |
| 42 | 13           | "Eye of the Storm" "(No Olho da Tempestade)" (BR) | Matthew B. Roberts   | Matthew B. Roberts & Toni Graphia | 10 de dezembro de 2017 | 1.43                |
| Claire é capturada enquanto procura por Ian nas casas de escravos de Geillis. As tropas do governador John Gray recuperam Jamie do capitão Leonard, e Gray libera Jamie depois que Leonard é incapaz de apresentar qualquer evidência de seus supostos crimes. Enquanto isso, Claire conta a Geillis sobre seu retorno ao século XX, e Geillis percebe que é a filha de Claire que deve morrer para que haja um novo rei jacobita no trono da Escócia. Jamie liberta Claire e eles resgatam Ian de Geillis, que é morta por Claire durante a luta. O grupo parte da Jamaica, mas o navio fica danificado no meio de uma tempestade. Jamie salva Claire de se afogar, e juntos eles chegam à costa da Geórgia, ambos estão felizes em chegar à América onde eles podem começar uma vida nova. |              |                                                   |                      |                                   |                        |                     |